# Джосі Найт
Джосі Найт (англ. Josie Knight, нар. 29 березня 1997) — британська велогонщиця, срібна призерка Олімпійських ігор 2020 року.

## Виступи на Олімпіадах
| Олімпіада  | Дисципліна                    | Місце |
| ---------- | ----------------------------- | ----- |
| Токіо 2020 | командна гонка переслідування | 2     |

## Зовнішні посилання
- Джосі Найт [Архівовано 4 серпня 2021 у Wayback Machine.] на сайті Cycling Archives